# Еугеніюс Алішанка
Еугеніюс Алішанка (лит. Eugenijus Ališanka; 22 лютого 1960, Барнаул) — литовський поет.

## Біографія
Син репресованих і висланих у Сибір. У 1962 році родина повернулася в Литву. У 1983 році Алішанка закінчив математичний факультет Вільнюського університету. У 1990—2000 роках — співробітник Інституту культури і мистецтва, у 1994—2002 роках — керівник міжнародних програм Спілки письменників Литви. З 2003 — головний редактор англомовного літературного журналу «The Vilnius Review».

## Творчість
Алішанкою видані книги віршів:
- Lygiadienis / Рівнодення (1992, Премія Зігмаса Геле за найкращий поетичний дебют)
- Peleno miestas/ Місто попелу (1994)
- Dievakaulis/ Божа кістка (1999)
- Iš neparašytų istorijų/ З ненаписаних історій (2002)
- Exemplum/ Зразок (2006)
- Jeigu (2011)

Йому належать збірки есе про постмодерну культуру:
- «Vaizdijantis Žmogus»,1998;
- «Dioniso sugrįžimas» / «Повернення Діоніса», 2001,
- «Gatvė tarp dviejų bažnyčių», 2012

Крім того, він перекладав вірші З. Герберта, В. Шимборської, А. Дебеляка, Дерека Волкотта, есе М. Мамардашвілі, С. Зонтаг, Ж.-Ф. Ліотара та ін.
Вірші та есе Алішанки перекладені на багато європейських мов, окремими книгами вони виходили в США, ФРН, Швеції, Болгарії, Росії.